# 美波町立阿部小学校
美波町立阿部小学校（みなみちょうりつ あぶしょうがっこう）は、かつて徳島県海部郡美波町阿部にあった公立小学校。

## 概要
2009年度までは、美波町立由岐中学校阿部分校と一体化した小中併設校であった。

## 沿革
- 2006年 - 町村合併のため由岐町から美波町となり、現校名に改称。
- 2011年 - 休校。

## 校歌

### 阿部小学校
- 作詞: 渡部勝正
- 作曲: 生駒正

## 服装
標準服を着用する。

## 関連学校
- 美波町立由岐中学校
- 美波町立由岐中学校阿部分校